# Ödlegöl (Västra Ryds socken, Östergötland)
Ödlegöl är en sjö i Ydre kommun i Östergötland och ingår i Motala ströms huvudavrinningsområde.